# Вестервелде
Вестервелде (нід. Westervelde) — село в нідерландській провінції Дренте. Входить до муніципалітету Норденвелд.
Його площа становить 0,59 км², а населення станом на 2021 рік складало 150 осіб.
Перша згадка про населений пункт датується 1484 роком.

## Галерея

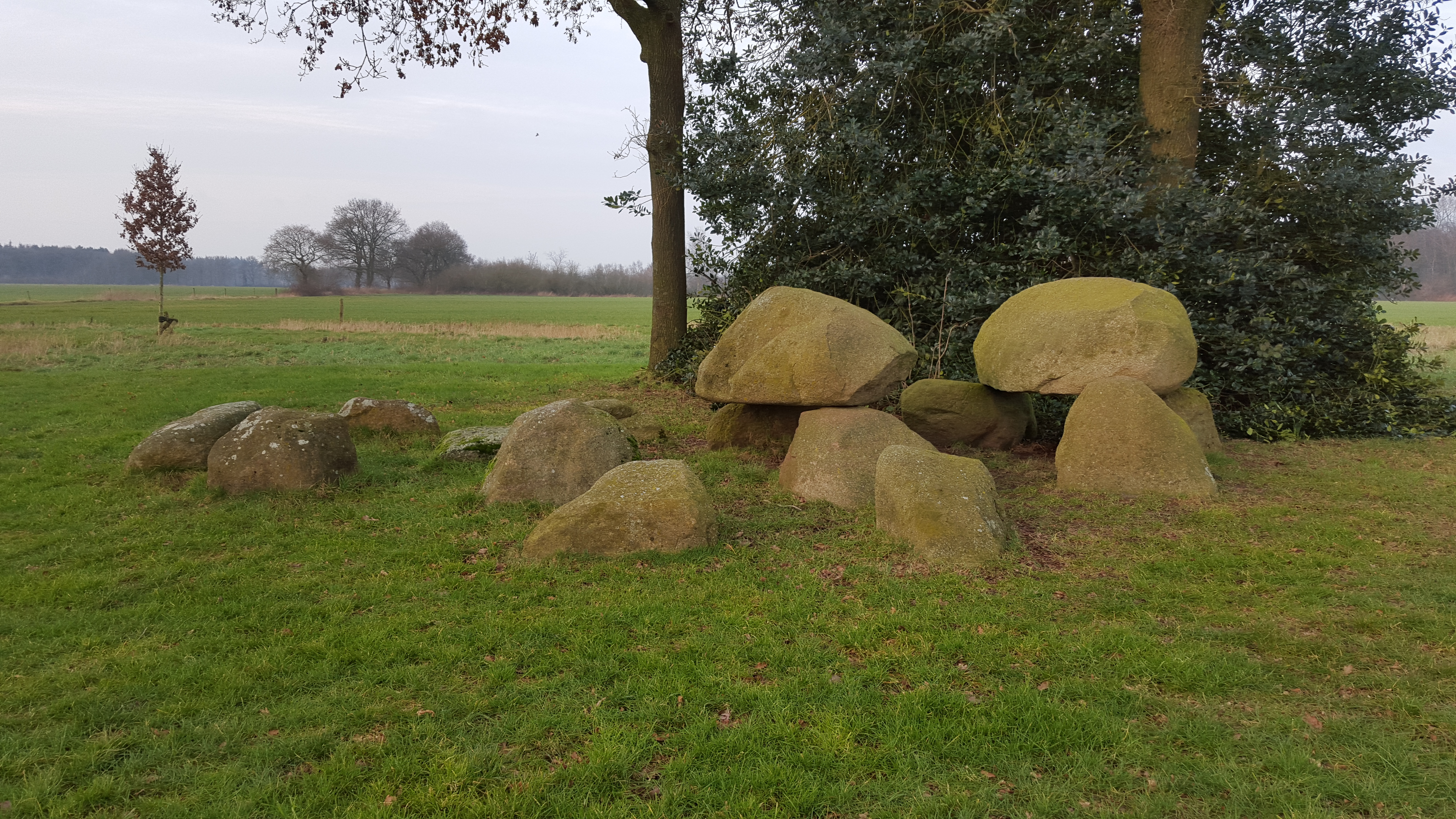
Дольмен D2
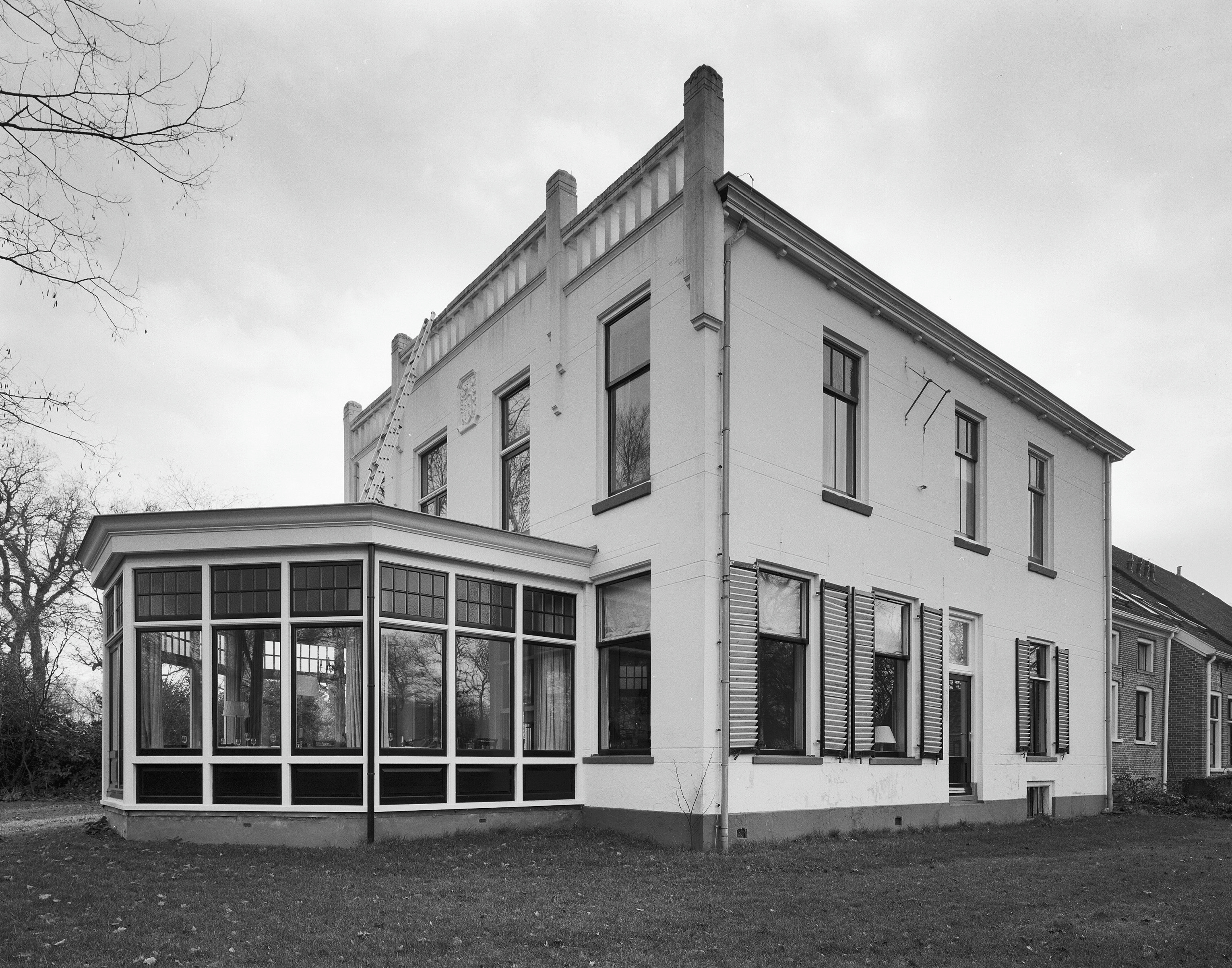
De Jufferen Lunsingh
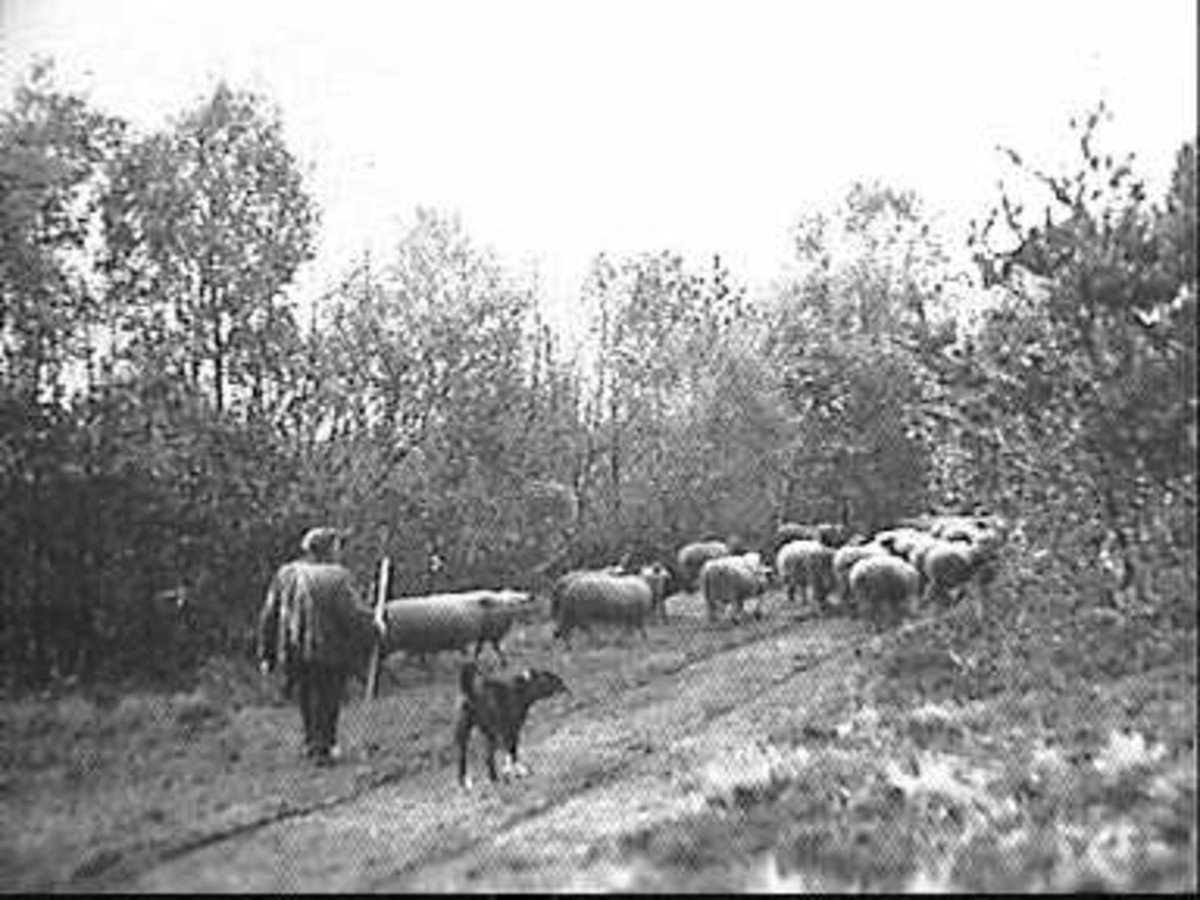
Випас овець поблизу села (1942)
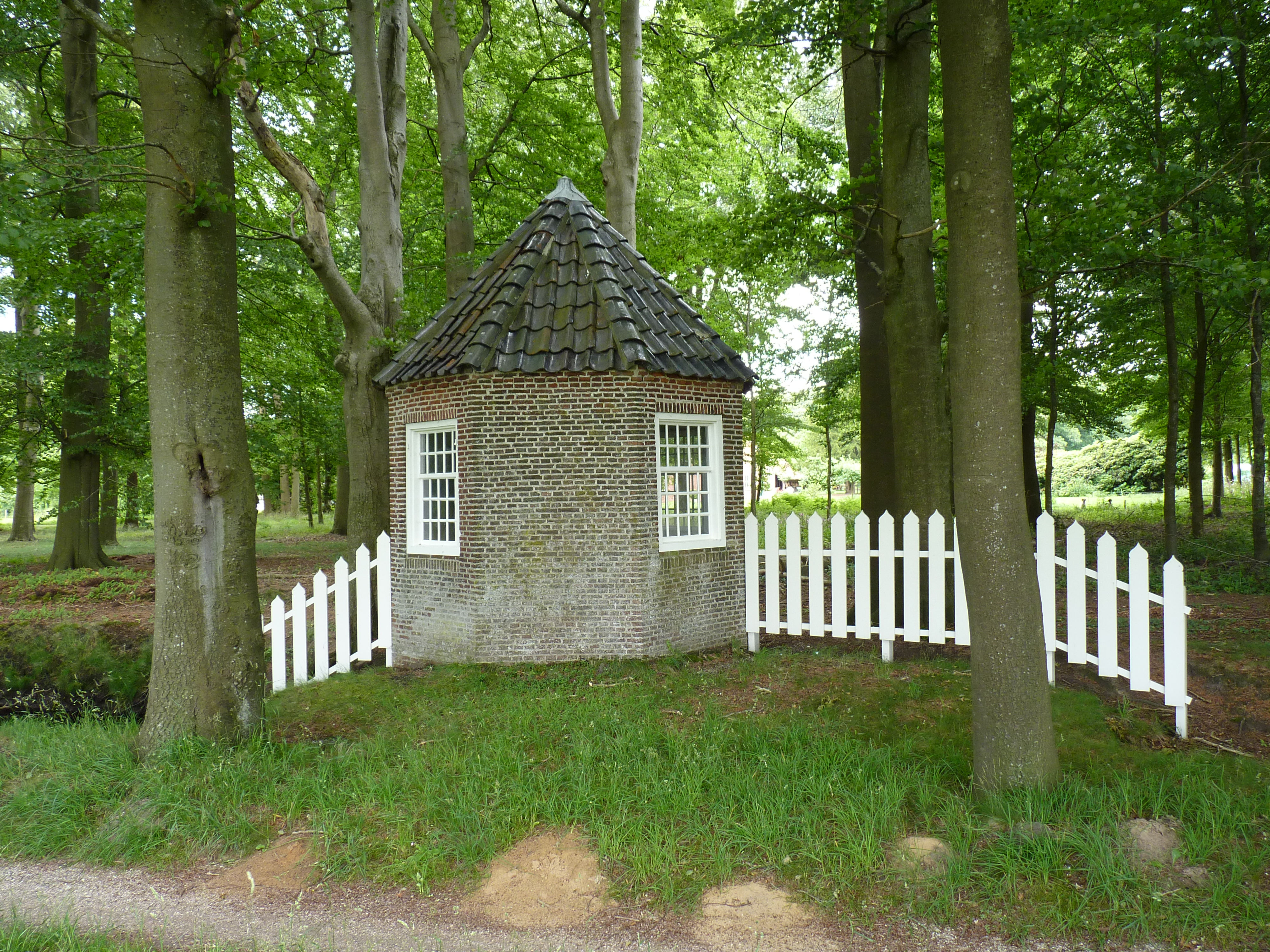
Паркова будівля